# Rhombinella
Rhombinella is een geslacht van weekdieren uit de klasse van de Gastropoda (slakken).

## Soort
- Rhombinella laevigata (Linnaeus, 1758)